# 愛爾蘭酥皮火腿
愛爾蘭酥皮火腿（法語：jambon），是一款方形糕点，內含乾酪和火腿塊，是愛爾蘭和部份英國地區的小食。這小食在1990年代末開始出現.，著名國際麵包店Délifrance稱是他們在1997年發明這酥皮火腿產品並帶進愛爾蘭飲食市場。
單在2020年，愛爾蘭共出售超過二千萬份酥皮火腿。為了承接素香腸捲風氣，素酥皮火腿亦在2020年出現。素酥皮火腿與傳統酥皮火腿相似，採用素肉和仿真乾酪作為代替品。